# Искра, Иван Яковлевич
Ива́н Яковлевич И́скра (укр. Іван Якович Іскра) (неизвестно — январь 1659 года) — полтавский полковник Войска Запорожского, назначенный гетман.

## Происхождение
По семейной легенде, Иван Искра был представителем казацкого рода Искр и являлся сыном наказного гетмана Якова Искра, прозванного Остряница или Острянин. После смерти отца в 1641 году с разрешения польских властей поселился в слободе под Полтавой, которую позже назвали Искровкой. Занимался торговлей. По протекции М. Пушкаря получил должность полтавского сотника.
В «Реестре всего Войска Запорожского» 1649 под фамилией Искренко он записан среди старшин Полтавского полка, некоторые источники указывают на то что якобы именно Искра был первым его полковником, но первым в реестре значится Мартын Пушкар(енко).
В войнах Хмельницкого, однако, он не является действующим лицом; но после его смерти он принял деятельное участие в борьбе Пушкаря с Выговским, принадлежа к партии первого.
В 1658 году он отправлен был Пушкарем в Москву, чтобы разоблачить намерения Выговского; последний, в свою очередь, тоже отправил посланца в Москву, который старался всячески очернить в глазах московского правительства Пушкаря и настаивал, что и Пушкарь и Искра заслуживают строжайшего наказания; посланцу Выговского, Лесницкому, удалось достигнуть того, что из Москвы был отправлен князь Ромадановский смирить Пушкаря, если Выговский отошлёт татар, или поддержать полтавского полковника в случае не соблюдения этого условия.
Однако ещё до его прибытия Пушкарь уже был убит приверженцами Выговского (1 июня 1658 года), и Выговский явно обнаружил свои симпатии к Польше. Тогда в Москве Искру назначили в гетманы и отпустили его в Малороссию, для получения булавы на месте (в декабре 1658 года); но по дороге под с. Песками, недалеко уже от Лохвицы, где Искра должен был встретиться c князем Ромадановским, на него напали сторонники Выговского с татарами и убили его.

## Семья
Имел двоих сыновей и двух дочерей. Иван также являлся полковником полтавского полка, был женат на дочери Фёдора Жученко Прасковье. Дочь Евдокия была выдана за пасынка Б. М. Хмельницкого Данила Пилипенко-Хмельницкого. Вторая, чье имя не сохранилось, была супругой Осипа Нащинского. Жена, после казни мужа, приняла постриг, в чернечестве Марфа.